# V Chamaeleontis
V Chamaeleontis är en pulserande variabel av Mira Ceti-typ (M)  i stjärnbilden Kameleonten.
Stjärnan har en visuell magnitud som varierar mellan +9,6 och lägre än 15,6 med en period av 405 dygn.